# 卡爾圖希內 (羅韋尼基區)
48°11′10″N 39°15′21″E / 48.18611°N 39.25583°E
卡爾圖希内（烏克蘭語：Картушине）是位於烏克蘭東部的村莊，由盧甘斯克州羅韋尼基區的羅韋尼基市鎮負責管轄。該村處於大卡緬卡河畔，始建於1780年，面積1.54平方公里，海拔高度171米，2001年人口951。